# Kunratice (Praga)
Kunratice – część Pragi leżąca w dzielnicy Praga 4, na południe od centrum miasta. W 2007 zamieszkiwało ją 7 408 mieszkańców.